# Pasithee (měsíc)
Pasithee (pə-sith'-ə-ee, IPA: /pəsɪθɨi/, nebo pas'-ə-thee, /pæsɨθi/; řecky Πασιθέη) nebo též Jupiter XXXVIII, je retrográdní přirozený satelit Jupiteru. Byl objeven v roce 2001 skupinou astronomů z Havajské univerzity vedených Scottem S. Sheppardem a dostal prozatímní označení S/2001 J 6, platné do srpna 2003, kdy byl definitivně pojmenován.
Pasithee má v průměru asi ~2 km, jeho průměrná vzdálenost od Jupiteru činí je 23,307 Mm, oběhne jej každých 726,9 dnů, s inklinací 166° k ekliptice (164° k Jupiterovu rovníku) a excentricitou 0,3289. Pasithee patří do rodiny Carme.